# Krisztián Veréb
Krisztián Veréb, né le 27 juillet 1977 à Miskolc et mort le 24 octobre 2020 en République dominicaine, est un kayakiste hongrois pratiquant la course en ligne.
Veréb est décédé dans un accident de moto à Saint-Domingue, en République dominicaine, le 24 octobre 2020. Il avait 43 ans. 

## Palmarès

### Jeux olympiques
- 2000 à Sydney
  -  Médaille de bronze en K-2 1000m avec Krisztián Bártfai

### Championnats du monde de course en ligne
- 1998 à Szeged
  -  Médaille de bronze en K-2 1000m avec Attila Adám
- 2001 à Poznań
  -  Médaille d'argent en K-2 1000m avec Krisztián Bártfai
- 2002 à Séville
  -  Médaille de bronze en K-2 1000m avec Ákos Vereckei
- 2003 à Gainesville
  -  Médaille d'argent en K-4 1000m avec Zoltán Kammerer, Ákos Vereckei et Roland Kökény

### Championnats d'Europe de course en ligne
- 2000 à Poznań
  -  Médaille d'argent en K-2 1000m avec Krisztián Bártfai
- 2001 à Milan
  -  Médaille d'argent en K-2 500m avec Krisztián Bártfai
  -  Médaille d'argent en K-2 1000m avec Krisztián Bártfai